# 第4軍管
第4軍管（だいよんぐんかん）は、1873年から1888年まであった日本陸軍の管区で、全国に7つあった軍管の一つである。大阪鎮台が管轄した。時期により異なるが、ほぼ、近畿地方の大部分と中国地方の東部を範囲とした。

## 軍管以前の大阪鎮台の管轄地
陸軍の管轄地が法定されたのは、明治4年8月（1871年9月から10月）である。全国4つの鎮台に管地が割り当てられ、大阪鎮台は現在の三重県を除く近畿地方と、現在の新潟県を除く北陸地方と、中国地方の東部と、四国地方とを管轄した。当時の府県は改廃の頻度が高く、境界は国（令制国）で示された。
- 大阪鎮台
  - 鎮台の直管　山城、大和、河内、和泉、摂津、紀伊、丹波、播磨、備前、美作
  - 第1分営（小浜）の管　若狭国、近江、越前、加賀、能登、丹後、但馬、因幡、伯耆
  - 第2分営（高松）の管　讃岐、阿波、土佐、伊予、淡路

## 第4軍管の設置

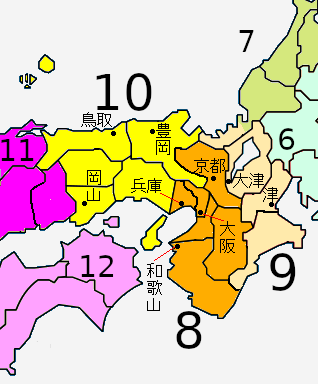
1875年の第4軍管。大阪の第8師管、大津の第9師管、姫路の第10師管が、第4軍管を構成する。東隣は第3軍管の、西隣は第5軍管の諸師管である。境界線は当時の府県のもの。

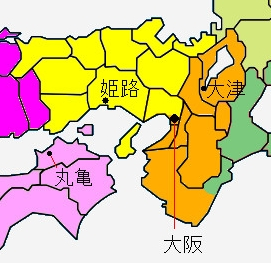
1885年から1888年の第4軍管。オレンジが第7師管、黄が第8師管。境界線は国（令制国）のもの。

1873年7月19日、明治6年太政官布告第255号によって鎮台条例が改正され、鎮台が管轄する地域を軍管と呼ぶことになった。また、鎮台の数が6に増え、大阪鎮台の東に名古屋鎮台（第3軍管）、西に広島鎮台（第5軍管）が新設された。大阪鎮台の管轄地は第4軍管となり、その範囲も縮小した。条例には範囲が示されていないが、分営の配置により、近畿地方の大部分と中国地方の西部、そして北陸地方の一部と推定できる。軍管は3つの師管に分けられた。
- 第4軍管（1873年）
  - 第8師管（大阪師管）、分営は兵庫、和歌山、西京
  - 第9師管（大津師管）、分営は敦賀、津
  - 第10師管（姫路師管）、分営は鳥取、岡山、豊岡

1875年（明治8年）4月7日改正の「六管鎮台表」では、ほぼ同じ領域を継承したが、敦賀の分営が隣の第3軍管に移るなど、小さな変更があったようである。
- 第4軍管（1875年）
  - 第8師管、本営は大阪。分営は兵庫、和歌山、京都。大阪府、京都府、堺県、兵庫県、和歌山県、奈良県。
  - 第9師管、本営は大津。分営は津。滋賀県、三重県、度会県、敦賀県のうち若狭国部分。
  - 第10師管、本営は姫路。分営は鳥取、岡山、豊岡。飾磨県、豊岡県、岡山県、北条県、鳥取県、名東県のうち淡路国部分。

## 1885年の改正
1885年5月18日、明治18年太政官達第21号によって鎮台条例がふたたび全面改正され、軍管の区割りも変更になった。第4軍管は師管の数を2つに減らされるとともに、師管の番号もずれた。分営は大津にだけ置かれた。地域は近畿地方の大部分と中国地方の東部（鳥取県と岡山県東部）で、三重県の大部分（伊勢・志摩）と敦賀を含む北陸地方は第3軍管に譲った。
- 第4軍管
  - 第7師管　摂津のうち大阪の東区・西区・南区・北区と東成郡・住吉郡、紀伊のうち北牟婁郡と南牟婁郡を除く大部分、山城、大和、河内、和泉、近江、伊賀
  - 第8師管　摂津のうち南部を除く大部分、播磨、淡路、若狭、丹波、丹後、但馬、因幡、伯耆、美作、備前

## 1888年に廃止
1888年5月14日、明治21年勅令第27号（5月12日制定、14日公布）に師団司令部条例が制定されて鎮台は廃止になり、かわりに師団が常設されることになった。あわせて陸軍管区表が制定され、それまでの軍管は師管と改称し、常設の師団の管轄地になった。第4軍管の管轄地は、第4師管に引き継がれた。範囲は同じである。